# 舊瓦莎唐斯宅邸
舊瓦莎唐斯宅邸（日语：旧ワサ・ダウン住宅），是一座位於日本香川縣高松市的異人館。目前作為四國民家博物館的設施開放參觀。

## 沿革
該建築最初建於1905年的神戶市北野町山本通，是1873年10月27日乘坐皇家海軍軍艦鐵公爵艦登陸長崎市的英國士兵老威廉·唐斯（William Down Sr）所居住的洋樓。該建築具有西式殖民建築物的風格，外牆上設有隔板。
由於唐斯在建築完工的那一年去世，其建築物則交由唐斯的妻子、長崎市丸勢兵太郎的女兒丸勢瓦莎（丸勢ワサ）繼承，因此該建築物曾被稱為瓦莎之屋。
1944年至1975年期間，該建築物與湊異人館作為日本郵船船員宿舍，此時內部已經經歷大幅度改建，如改變樓梯的位置。1976年，宅邸在日本郵船的捐助下搬遷至現址四國村，並在神戶市的指導下復原。目前，一樓作為「茶室異人館」 ，二樓則作為「辦公室」使用。
入口前的牧羊人雕像和花園桌椅是來自於19世紀的漢普郡莊園使用的道具，煤氣燈和郵箱是則是來自路士使用。唐斯家族現存於日本神戶、橫濱、品川，以及美國、加拿大、英國、荷蘭等國家。
2000年4月28日，舊瓦莎唐斯宅邸被日本政府登录有形文化财。

## 建築概要
- 設計者：不詳
- 竣工：1905年（明治38年）
- 構造：木結構，地上2層，四坡結構，瓦屋面，隔板，一層前開，二層前廊
- 建築面積：11平方公尺
- 所在地：香川縣高松市屋島中町96四國村
- 舊址：兵庫縣神戶市生田區北野町

## 外部連結
- 四国村ホームページ （页面存档备份，存于）